# Гомогенная ядерная реакция
Гомогенная ядерная реакция — реакция, в которой условия, требующиеся для осуществления ядерных превращений, выполняются для всех атомов вещества, участвующего в реакции, одновременно.
В реакциях термоядерного синтеза гомогенная реакция возможна при достижении критерия Лоусона.
В реакциях деления гомогенная реакция возможна из метастабильных состояний ядер:
Я0 → Я01 = Σ Яi + Σ@j ± Q,
где Я0 и Я01 — различные состояния одного и того же атомного ядра, Σ Яi — ядра, образовавшиеся в результате реакции деления исходного ядра, Σ@j — все элементарные частицы, выделившиеся в реакции (@ — произвольная элементарная частица), Q — кинетическая энергия продуктов реакции, Я0 — метастабильное состояние.
В частном случае уравнение гомогенной ядерной реакции деления из метастабильного состояния возбуждённого ядра Яi-m.st. можно записать, например, в следующем виде:
Яi-m.st. + ∆E → Яi-p + @ → Яj = Σ Яk + Σ@j ± Q, где Яi-p - P состояние ядра Яi c временем жизни tp << tm.st.
Если ∆E достаточно мало, то последняя реакция может быть инициирована простым ударом.
P.S. В использованных обозначениях цепная ядерная реакция: Я0 ± @ = Я1 + Я2 + n·@ ± Q, n > 1. 